# Martin Mrva

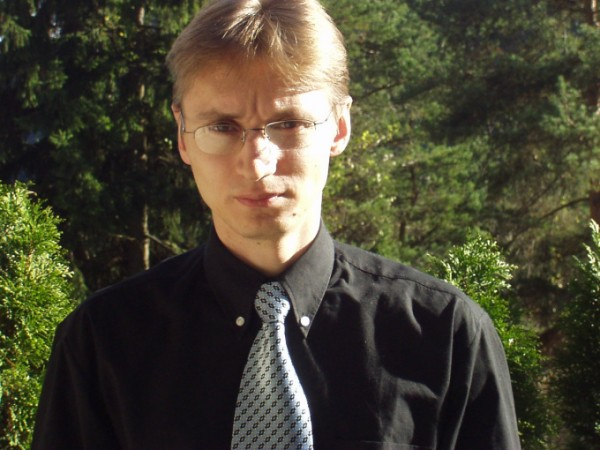
Martin Mrva (2022)

Martin Mrva (* 12. Dezember 1971 in Prešov) ist ein slowakischer Schachmeister und Schachjournalist.

## Werdegang
Bei den Meisterschaften der Slowakei im Jahr 1988 in Trnava hat er die Silbermedaille, ein Jahr später in Michalovce das Gold geholt. Mrva siegte 1993 beim First Saturday-Turnier in Budapest. Er siegte 1997 im Tatry Open in Tatranská Lomnica. Mrva siegte 2004 in Piešťany und teilte 2005 mit Josef Přibyl den ersten Platz im Tatry Open in Tatranské Zruby. Im Juli 2022 gewann Mrva in Lublin die Senioreneuropameisterschaft in der Altersklasse 50+.
Mrva ist Herausgeber der Schachzeitschrift Šach Revue und hat auch die Schachwebportale www.64.sk und www.c7c5.com betrieben. Mrva hat auch die CD Učim sa hrať šach (Ich erlerne das Schachspiel) erstellt.
Im Jahr 2005 wurde Mrva zum Großmeister ernannt, die erforderlichen Normen hatte er im Juni 2000 beim Zonenturnier in Budapest, in der slowakischen Mannschaftsmeisterschaft 2002/03 und im Mai 2005 beim Mitropacup in Steinbrunn erfüllt.
Seine Elo-Zahl beträgt 2385 (Stand: Juli 2022), seine höchste Elo-Zahl von 2512 erreichte er im April 2005.

## Nationalmannschaft
Mrva nahm mit der slowakischen Mannschaft an den Schacholympiaden 1994, 1996, 2000 und 2004 teil. Außerdem nahm er am Mitropacup 1995, 1997, 2004 und 2005 teil, sein größter Erfolg war der zweite Platz mit der slowakischen Mannschaft 2004.

## Vereine
In der slowakischen Extraliga spielte Mrva von 1994 bis 2005 für den ŠK Tatran Prešov (mit dem er bereits in der Saison 1991/92 in der Česko-Slovenská celostátní liga, der höchsten Spielklasse der tschechoslowakischen Mannschaftsmeisterschaft, spielte), mit dem er 2000 slowakischer Mannschaftsmeister wurde und am European Club Cup teilnahm, von 2005 bis 2007 für sachy.sk Košice, von 2008 bis 2010 für TJ INBEST Dunajov, in der Saison 2010/11 für BŠK Edymax Bardejov, in der Saison 2011/12 für den MŠK KdV Kežmarok und seit der Saison 2015/16 für REINTER Humenné. In der tschechischen Extraliga spielte Mrva in der Saison 1993/94 für den ŠK CSABI Slavia Havířov, von 1995 bis 1997 für den ŠK H.Fuchs Ostrava, in der Saison 1999/2000 für den ŠK DP Holdia Prague und in der Saison 2004/05 für den ŠK Sokol Kolín. In der höchsten ungarischen Spielklasse, der NB I. Szabó László csoport, spielte er in der Saison 2006/07 für Edelényi Városi Sportegyesület.